# VETO (band)
 Denne artikel omhandler det danske rockband. Opslagsordet har også en anden betydning, se Veto.
VETO er et dansk rockband, der blev dannet i 2004 af Jens Skov Thomsen, Mark Lee, Mads Hasager, Troels Abrahamsen og David Krogh Andersen. Bandet har udgivet 4 albums og tre ep'er. De har modtaget flere priser ved Danish Music Awards som P3 Guld.

## Baggrund
Veto opstod i april 2004, da Troels Abrahamsen, David Krogh Andersen, Mark Lee, Jens Skov Thomsen og Mads Hasager fandt sammen. Troels Abrahamsen stammer oprindeligt fra Hobro og Mark Lee er fra Aarhus, mens resten af bandets medlemmer er fra Hinnerup.
Før Troels Abrahamsen kom ind i bandet, havde de tre andre skrevet og uploadet nogle numre under navnet Fillip.
Tanken var fra begyndelsen, at bandets medlemmer selv skulle stå for alt fra sangskrivning til de sidste mix, og den simple model virkede. Allerede året efter udgav Veto den første EP I Will Not Listen, hvor de synthbaserede kompositioner og hitsinglen "You Are A Knife" gjorde Veto til et kendt navn i Danmark. I 2008 kom bassisten Jacob W. Chr. til bandet som afløser for Jens Skov Thomsen, i perioder hvor Jens havde føleforstyrrelser i fingrende. Jacob deltog kun ved enkelte større arrangementer.
Den 27. februar 2006 udgav Veto albummet There's a Beat in All Machines, som var en blanding af rock og elektronisk musik. Albummet var et gennembrud for dansk elektronisk musik, som fokuserede på rockelementer frem for pop og techno. There's a Beat in All Machines solgte guld og fik massiv rotation i radio og på tv. Veto spillede også en meget rost koncert på Roskilde Festivals tredjestørste scene.[kilde mangler]
I februar 2007 var VETO nomineret til syv priser ved Danish Music Awards og vandt prisen som "Årets Nye Danske Navn". Den første nominering til Danish Music Awards var året før, for "Årets Danske Musikvideo" for "You Are a Knife".
VETO vandt i januar 2009 'P3 Prisen' ved P3 Guld.
Den 4. april 2008 holdt Veto releaseparty på Ridehuset (Aarhus), hvor alle der kom fik en EP i døren, med 5 remixes af den danske DJ, Djämes Braun. Den indeholdt alternative versioner af "Built To Fail", "Unite", "Spit It Out", "Blackout", og "You Say Yes, I Say Yes". Først i 2011 begyndte Veto at bruge de samme versioner på deres numre til koncerter de spillede.
Den 5. maj 2008 udgav VETO deres andet udspil, Crushing Digits, som Troels Abrahamsen udtalte var kraftigt inspireret af Soulwax.[kilde mangler] Stilen var blevet meget mere 'tight', rytmerne var blevet mere faste og definerende, der var mindre rockguitar, og synthetizerne spillede en meget større rolle, og udgjorde et mere rocket og støjende element end hidtil. Albummet modtog syv nomineringer ved Danish Music Awards og hovedprisen P3 Prisen ved P3 Guld i 2008, og var med til gøre bandet kend tuden for landets grænser. I årene efter udgivelsen af Crushing Digits turnerede bandet nærmest uafbrudt i særligt Danmark og Europa.[kilde mangler]
Den 25. januar 2011 udgav VETO deres tredje album, Everything Is Amplified. Albummet fortsatte den elektroniske stil, samtidig med at de små detaljer i musikken stadig var i fokus, men denne gang var der lagt mere vægt end nogensinde på lyrikken i numrene.
På albummet var 10 nye numre, deriblandt singlerne "This is Not", "Am I Awake or Should I Wake Up" og "Spun".
Veto åbnede Roskilde Festivals Orange scene, men koncentrerede sig i højere og højere grad om koncerter uden for landets grænser. I årene 2012 og 2013 kom de to EP’er Sinus og Point Break, der begge blev skabt under korte ophold mellem turnéer.
I slutningen af 2013 blev bandet enig om at holde pause fra musikken på ubestemt tid.
Efter et års pause genoptog Veto i 2014 sangskrivningen. Med et totalt fravær af deadlines og samarbejdspartnere havde bandet, ligesom 10 år tidligere, ro til musikalske eksperimenter, og efter et års pause havde bandet også genfundet energien til at udarbejde 50-60 skitser. Samtidig valgte bandet at få hjælp og inspiration udefra og kontaktede derfor producer og sangskriver Mikkel Bolding, hvis tydelige æstetik og kompromisløse tilgang til musikken passede godt til de fem medlemmers forståelse af musik. Mikkel Bolding var derefter i en periode kreativ sparringspartner og piskesvinger i øvelokalet, og i løbet af 2016 har bandet med hans hjælp bygget op, brudt ned og destilleret sig frem til 10 numre til deres album 16 Colors. Efterfølgende er den indspillet live i Grapehouse Studio over 10 dage. Pladen udkom fredag d. 9. februar 2018 på bandets eget pladeselskab Reset08.

## Diskografi

### Studiealbum
- There's a Beat in All Machines (2006)
- Crushing Digits (2008)
- Everything Is Amplified (2011)
- 16 Colors (2018)

### EP'er
- I Will Not Listen (2005)
- Crushing Digits – Appendices By James Braun (2008)
- Sinus (2012)
- Sinus (Remix) (2012)
- Point Break (2013)

### Singler
- "You Are a Knife" (2004)
- "We Are Not Your Friends" (2007)
- "Can You See Anything?" (2007)
- "Built to Fail" (2008)
- "Blackout" (2008)
- "You Say Yes, I Say Yes" (2009)
- "This Is Not" (2011)
- "Spun" (2011)
- "Am I Awake or Should I Wake Up" (2011)
- "Four to the Floor" (2012)
- "Battle" (2013)
- "A Pit" (2017)
- "I Am Here" (2018)
- "16 Colors" (2018)

### Andet
- "You You" Fra "After the flood" med diverse kunstnere, en støtte CD til ofrene efter flodbølgen i 2004.
- "Burn On" Demo fra 2004
- "Put Out Fire, Put Out Hope" Demo fra 2004
- "TLWLAY" Demo fra 2004. Titlen står for "The Lord Will Look After You".

## Musik i film og tv
- Råzone: "Cannibal"
- Supervoksen: "Can you see anything" og "Nemesis, babe"
- NCIS
- Blood Creek